# 比较史学
比较史学（英語：comparative history）或稱比较历史学，是不同社会在给定的时间或拥有类似的文化环境的情况下进行的比较。

## 历史沿革
在18世纪的启蒙运动中，出现了对社会之历史的比较的研究；新一代学者将此当作一个重要的专门话题，尤以孟德斯鸠、伏尔泰、亚当·斯密等人为代表。19世纪的社会学家和经济学家也往往进入到比较史学中，例如托克维尔、卡尔·马克思和马克斯·韦伯。
20世纪上半叶，比较历史受到广大公众读者的关注，该方面的学者影响广泛，包括德国的奧斯瓦爾德·斯賓格勒、俄-美的彼蒂里姆·索罗金和英国的阿诺尔德·J·汤因比。然而自20世纪50年代以后，对比历史逐渐从公众视野中消失，现在是专业学者独立工作的领域。
除了以上所述之外，比较历史学之研究方法的代表者还包括美国史学家赫伯特·E·博尔顿和卡罗尔·奎格利、英国史学家杰弗里·巴拉克拉夫以及多位社会学家，如巴灵顿·摩尔、什穆埃尔·诺厄·艾森施塔特、西摩·马丁·利普塞特、查尔斯·蒂利和迈克尔·曼等。
历史学家通常接受对特定制度的比较，如银行业、女权、不同社群间的种族歧视。然而在五十年代对汤因比的敌视兴起之后，历史学家不再重视多个世纪以来主导世界史学界的比较研究。

## 典型课题

### 大西洋历史
大西洋历史，也即近代欧洲人跨大西洋、发现新大陆的历史。这个课题的前提是，在16世纪欧洲与新的世界的越来越多的持续接触之后，围绕着大西洋的南北美洲，欧洲和非洲诸大陆，构成了可以作为一个整体研究的经济和文化交流的区域系统或共同领域。
这个课题的主题是欧洲（特别是英国和法国）和新世界的殖民地之间复杂的相互作用，通过用比较的方式看待大西洋两岸，广泛涵盖人口、社会、经济、政治、法律、军事、思想和宗教等话题。这包括英国和德国均经历的宗教复兴与美洲殖民地的第一次大觉醒的比较；以及一直都是重要话题的移民和种族/奴隶制。
虽然是一个相对较新的课题，它激发了大量的比较历史之研究，特别是关于在18世纪的北美、南美、欧洲和非洲的思想、殖民主义、奴隶制度、经济史、政治革命的研究。

### 现代化之模型
从19世纪晚期的德国和法国社会学家开始，现代化模型已经被深入研究，展示了从传统社会演变到现代社会，甚至后现代社会的过程。这项研究在20世纪60年代尤其的蓬勃发展；当时普林斯顿大学设立了研讨会，专门比较中国、日本、俄罗斯等国家的现代化进程。
现代化理论和历史都被明确作为急于迅速发展的国家（如中国）的指导。事实上，现代化已被认为是对中国（在世界史理论方面）最有用的理论框架，因为作为起步较晚的发展中国家之一，“中国的现代化建设，肯定要借鉴其他国家的经验教训”。

### 比较政治学
比较历史学之领域经常与被称为“比较政治学”的政治学分支重叠。这包括跨国史，有时也包括国际史。

### 军事史
军事史学家常常会比较各个国家的军事上的组织、战术和战略思想、领导者，以及国家对军事的支持。
历史学家们强调，有必要将研究拓展到战役和将军之外，做更多的比较分析。

### 奴隶制度
二战后，以比较的角度对奴隶制度（从古代到19世纪）的研究吸引了众多的历史学家。

### 经济史
近年来许多经济史研究是由经济学家通过模型建立而完成的，对数据的比较分析并没有很多兴趣。然而，更传统的研究方法是与计量经济学相结合，例如对欧洲商人行会的比较。

## 定量分析方法
自索罗金的研究后，比较史学的学者，特别是社会学家和政治学家，经常使用量化和统计的方法从多个维度比较多个社会。目前已有一些建立动态数学模型的努力，但这些方法尚未进入主流比较历史学。

### 引用
1. ↑  Stephen Kalberg, Max Weber's Comparative-Historical Sociology. University of Arizona Press, 1994.
2. ↑  Spengler (1918)
3. ↑  Sorokin (1950); Sorokin (1959)
4. ↑  Toynbee (1934-61)
5. ↑  Barraclough (1979), chapter 1.
6. ↑  Eisenstadt (1968)
7. ↑  Tilly (1984)
8. ↑  Mann (1993)
9. ↑  William H. McNeill. . . Oxford University Press. 1989. ISBN 978-0-19-505863-5.
10. ↑  William O'Reilly, "Genealogies of Atlantic History," Atlantic Studies 1 (2004): 66–84.
11. ↑  Robert Palmer, Age of Democratic Revolution (2 vol 1966)
12. ↑  Stoler (2001)
13. ↑  Wim Klooster, Revolutions in the Atlantic World: A Comparative History (2009)
14. ↑  Cyril Edwin Black, ed. The Modernization of Japan and Russia: a comparative study (1975)
15. ↑  Cyril Edwin Black, The dynamics of modernization: a study in comparative history (1966)
16. ↑  Gilbert Rozman, Urban networks in Ching China and Tokugawa Japan (1974)
17. ↑  Gilbert Rozman, The Modernization of China (1982)
18. ↑  Qian Chengdan, "Constructing a New Disciplinary Framework of Modern World History Around the Theme of Modernization," （页面存档备份，存于） Chinese Studies in History Spring 2009, Vol. 42#3 pp 7-24; in EBSCO
19. ↑  Doyle (1986)
20. ↑  Meritt and Rokkan (1986)
21. ↑  McGerr (1991)
22. ↑  Iriye (1989)
23. ↑  Paul Kennedy, The Rise and Fall of the Great Powers: Economic Change and Military Conflict from 1500 to 2000 (Random House, 1987)
24. ↑  Victor Davis Hanson, The Father of Us All: War and History, Ancient and Modern (Bloomsbury Press, 2010)
25. ↑  Robert M. Citino, "Military Histories Old and New: A Reintroduction," American Historical Review Vol. 112, no. 4 (October 2007), pp. 1070–1090  online version （页面存档备份，存于）
26. ↑  David Brion Davis, The Problem of Slavery in Western Culture  (1966); Seymour Drescher, Abolition: A History of Slavery and Antislavery (Cambridge University Press, 2009); Paul Finkelman, and Joseph Miller, eds. Macmillan Encyclopedia of World Slavery (Macmillan, 2 vol 1998)
27. ↑  Regina Grafe, and Oscar Gelderblom, "The Rise and Fall of the Merchant Guilds: Re-thinking the Comparative Study of Commercial Institutions in Premodern Europe," Journal of Interdisciplinary History, Spring 2010, Vol. 40 Issue 4, p477-511,
28. ↑  Pitirim A. Sorokin, Social and Cultural Dynamics (4 vol 1932; one-vol. edn., 1959).
29. ↑  Richard L. Merritt, and Stein Rokkan, eds. Comparing Nations: The Use of Quantitative Data in Cross-National Research (Yale UP, 1966)
30. ↑  See Bruce Russett, Harvey Starr, and David Kinsella, World Politics: The Menu for Choice (2010) p. 432
31. ↑  Peter Turchin, History and Mathematics: Historical Dynamics and Development of Complex Societies (Moscow: KomKniga, 2006).